# Bureau d'études Greisch
Pour les articles homonymes, voir Greisch et BEG.
Le Bureau d'études greisch, créé à Liège en 1959 par l'ingénieur et architecte René Greisch, collabore notamment avec l'université de Liège, plusieurs de ses ingénieurs font partie du corps professoral de la Faculté des Sciences Appliquées.
Le bureau a réalisé les études et la conception d'un grand nombre d'ouvrages d'art en région de Liège tels que le pont de Liège, le pont de Wandre, le pont père Pire à Ben-Ahin mais aussi à l'étranger comme le Pont de l'Europe à Orléans et le viaduc de Millau en France ; le pont haubané Victor Bodson sur l'Alzette à Luxembourg ou encore le pont Yavuz Sultan Selim sur le Bosphore. Le bureau greisch est également actif dans d'autres domaines pour les bâtiments ou le génie civil.
À noter également, le pont-canal menant à l'ascenseur de Strépy-Thieu, réalisé par poussage.

## Réalisations

### Belgique
- Pont-Barrage d'Ivoz-Ramet à Flémalle
- Écluses de Lanaye à Lanaye
- Passerelle du Peterbos à Anderlecht
- Pont Père Pire à Ben-Ahin
- Viaduc de l'Eau Rouge à Malmedy
- L'Enjambée à Namur
- Liège
  - Pont du Pays de Liège
  - Pont de Wandre
  - Passerelle La Belle Liégeoise
  - Tour Paradis
  - Tram de Liège
- Bruxelles
  - Boulevard du Centre, rénovation de la Bourse

### France
- Pont de l'Europe à Orléans
- Viaduc de Millau à Millau
- Pont ferroviaire de Bordeaux
- Siège du journal Le Monde – Paris
- La Philharmonie - Paris

### Luxembourg
- Pont haubané Victor Bodson sur l'Alzette à Luxembourg

### Turquie
- Pont Yavuz Sultan Selim[1]